# Campinarana
Campinarana (NT0158, portugalsko: [kɐ̃ˌpinɐˈɾɐ̃nɐ]), imenovana tudi Rio Negro Campinarana, je neotropska ekoregija v amazonskem biomu na severozahodu Brazilije in vzhodu Kolumbije, ki vsebuje vegetacijo, prilagojeno izredno revni prsti. Vključuje savane, grmičevje in gozd ter vsebuje številne endemične živalske in rastlinske vrste.

## Lokacija
Območja Campinarana, ki lahko pokrivajo več tisoč kvadratnih kilometrov, najdemo v prehodnem območju od Gvajanskega ščita do porečja Amazonke. Veliki odseki Campinarana so v vlažnih gozdovih Japurá-Solimões-Negro, vlažnih gozdovih Negro-Branco, gvajanskih piemontskih in nižinskih vlažnih gozdovih, vlažnih gozdovih Uatuma-Trombetas in gvajanski savani. Ekoregija Campinarana obsega približno 81.000 km².
Campinarana je večinoma na ravnih poplavljenih območjih v porečjih Rio Negro in Rio Branco v obmejni regiji med Kolumbijo, Venezuelo in Brazilijo, vendar zaplate najdemo po vsej amazonski regiji. Območja z belimi peščenimi prstmi in njihovo značilno vegetacijo campinarane najdemo v Serra do Cachimbo na meji med Pará in Mato Grossom, na planoti Parecis v Rondôniji, atlantski obali blizu izliva Amazonke in v Maranhau. Podobno vegetacijo najdemo v severnem Peruju, vzhodni Kolumbiji in jugozahodni Venezueli.

## Podnebje
Povprečne temperature v regiji so 24 °C, povprečna količina padavin pa je 2500 do 3000 milimetrov.

## Značilnosti tal
Tropska tla so na splošno nerodovitna, bela peščena tla pa so med najbolj nerodovitnimi prstmi, sestavljena predvsem iz kremenčevega peska. Beli pesek najdemo na gladkih sedimentih na nizkih čvrstih vzpetinah, na naravnih nasipih v poplavljenem gozdu várzea, na počivajočih peščenih sipinah v obalni nižini, na planotah iz krednega peščenjaka in na gričevnatih območjih granitnih kamnin. Vrsta tal določa ekosistem bolj kot temperatura ali količina padavin. Dejavniki, ki vplivajo na vegetacijo, so slaba drenaža, izrazito peščena tla, intenzivno izpiranje in neprepustne plasti pod površjem. Campinarana je običajno na izluženem belem pesku okoli okroglih močvirnatih depresij v nižinskem tropskem vlažnem gozdu. Tla imajo malo hranil, z visoko kislim humusom.
Študija v San Carlos de Río Negro, blizu sotočja rek Guainia in Casiquiare v južni Venezueli, je pokazala, da so tla podobna zmernim podzolom. Imeli so debelo humusno plast, močno izlužen horizont A in dobro razvit horizont Bh na 1 meter. Tropsko deževje je v milijonih let močno izpiralo prst, ki je zaradi pomanjkanja vira svežega matičnega materiala postala nerodovitna. Morda jim primanjkuje fosforja in/ali kalcija. Voda, ki omaka Campinarana, je barve čaja, pogosto imenovana črna voda. Nizka izmenjevalna sposobnost podzolov omogoča, da se razpadajoče organske snovi raztopijo v vodi v tleh kot huminske kisline, od koder se prenašajo v bližnje potoke.

## Ekologija

### Rastlinstvo
Campinarana ima zelo raznolike vegetacijske formacije od polj do gozdov s tankimi drevesi. Sklerofilna vegetacija je prilagojena peščeni zemlji, z visoko stopnjo endemizma in nizko pestrostjo. Vegetacija Campinarane vključuje savane, grmičevje in gozdove. Brazilski inštitut za geografijo in statistiko opredeljuje štiri podtipe ali formacije vegetacije:
| Formacija          | Drugo ime                             |
| ------------------ | ------------------------------------- |
| Gozd               | Caatinga da Amazônia in Caatinga-Gapó |
| Redek gozd         | Campinarana in Caatinga-Gapó          |
| Grmičevje          | Campina da Amazônia in Caatinga-Gapó  |
| travišča z drevjem | Campina da Amazônia                   |

Višje so gozdovi. Imajo drevesa do 30 metrov iz družin, ki se razlikujejo od tistih v vlažnem deževnem gozdu, ki obdaja Campinarana. V grmičevju so goli pesek, zelnate rastline, grmičevje in drevesa, nižja od 7 metrov. Palma Barcella odora je endemična. Najdemo jo na straneh depresij. Savano večinoma sestavljajo trave in lišaji, ki jih najdemo na vlažnih ravninah ob jezerih in rekah.

### Živalstvo
Favna je v campinarani manj raznolika kot v okoliških ekoregijah. Poročali so o 153 vrstah sesalcev. Sesalci z omejeno razširjenostjo so beloglavi saki (Pithecia pithecia), črnoglavi uakari (Cacajao melanocephalus), koata (Ateles paniscus), lisasti tamarin (Saguinus inustus), Izabelin netopir (Diclidurus isabella), Marinkellov netopir (Lonchorhina marinkellei), najmanj velik uhati netopir (Neonycteris pusilla), dolgojezični netopir Ega (Scleronycteris ega), Brockov rumenouhi netopir (Vampyriscus brocki), rumenogrla veverica (Sciurus gilvigularis), severni travna miš (Necromys urichi), črnorepi dlakavi pritlikavi ježevec (Coendou melanurus) in Tomejeva bodičasta podgana (Proechimys semispinosus). Drugi sesalci so belovrati pekari (Pecari tajacu), belobradi pekari (Tayassu pecari), južnoameriški tapir (Tapirus terrestris), jaguar (Panthera onca) in rdeči jelen (Mazama americana). Ogroženi sesalci so dolgodlaka brezpalčarka (Ateles belzebuth), črnobradi saki (Chiropotes satanas), Fernandezov mečasti netopir (Lonchorhina fernandezi), Marinkellov netopir (Lonchorhina marinkellei) in orjaška vidra (Pteronura brasiliensis).
Zabeleženih je 368 vrst ptic, manj kot v okoliškem gozdu. Endemične vrste so ptice Rio Branco mravljičar (Cercomacra carbonaria), pegasti mravljičar (Herpsilochmus dorsimaculatus), kostanjev mravljičar (Rhegmatorhina cristata) in orinoška pikica (Picumnus pumilus). Vrste z omejeno razširjenostjo so rjavohrbta oropendola (Psarocolius angustifrons), belotrebušni dacnis (Dacnis albiventris), pikčasti tanager (Tangara varia), tiranski manakin Serra do Mar (Neopelma chrysolophum), manakin  z rumenim grebenom (Heterocercus flavivertex) in kurasov brez grebena (Mitu tomentosum). Med ogrožene ptice spadata mravljičar Rio Branco (Cercomacra carbonaria) in rumenotrebušni semenedec (Sporophila nigricollis).

## Status
Svetovni sklad za naravo razvršča ekoregijo kot »"razmeroma stabilno/neokrnjeno«. Nobena ekoregija ni zaščitena, vendar je večina razmeroma nedotaknjena zaradi nizke produktivnosti. Nekatera območja so trpela zaradi paše živine in požigalništva da bi ohranili pašo.